# Albert Berchem
Albert Berchem (Ollem,  8 september 1920 - Luxemburg, 4 oktober 1984) was een Luxemburgse politicus van de Demokratesch Partei (DP).
Albert Berchem was van beroep boer. Hij was van 1951 tot 1974 lid van de gemeenteraad van Kielen en van af 1982 tot zijn dood  burgemeester van deze plaats.
Hij was 20 jaar lang, van 1959 tot 1974 en van 1979 tot 1984, afgevaardigde in de Kamer van Afgevaardigden (Luxemburgse parlement). In 1968 was hij voorzitter van het Benelux-parlement.
Van af 1974 tot 1979 was hij staatssecretaris voor Landbouw en Wijnbouw in de Regering-Thorn-Vouel-Berg.